# Fractionnement cellulaire
Le fractionnement cellulaire est une technique d'isolement, ou purification, d'organites en préservant leurs fonctions individuelles. Sous ses premières formes, elle a été mise au point pour démontrer la localisation cellulaire de processus biochimiques. Le fractionnement cellulaire permet aux chercheurs de préparer des organites spécifiques en volume et d'identifier leurs fonctions, une tâche beaucoup plus difficile avec des cellules intactes.

## Homogénéisation
La première étape de fractionnement est une lyse (rupture de la membrane cellulaire), de sorte que les organites soient libérés. Ceci est fait dans des conditions qui minimisent les dommages aux organites liés à la membrane. Les mécanismes d'homogénéisation sont variés : exposition aux ultrasons (sonication) ; traitement avec un mélangeur à grande vitesse ; broyage dans un homogénéisateur ; changements de pression ; choc osmotique ; congélation et décongélation ; etc. Généralement, il est nécessaire de veiller, au moyen d'un microscopie à contraste de phase, qu'il n'y a pas rupture des organites ni désorganisation des structures cytoplasmiques.
La suspension résultante (homogénat ou extrait) contient les grandes et petites molécules circulant dans le cytosol, ainsi que tous les organites liés à la membrane. Les échantillons sont ensuite réfrigérés pour éviter qu'ils se dégradent.

## Filtration
L'intérêt d'une filtration dépend de l'origine des cellules. Par exemple, dans le cas de tissus animaux, il est généralement nécessaire de filtrer l'homogénat afin de séparer de gros fragments de cellules ou de tissus des organites, tels que le tissu conjonctif,. Ainsi, à partir de l'homogénat brut, les résidus cellulaires et les fragments de tissu conjonctif sont éliminés.

## Ultracentrifugation

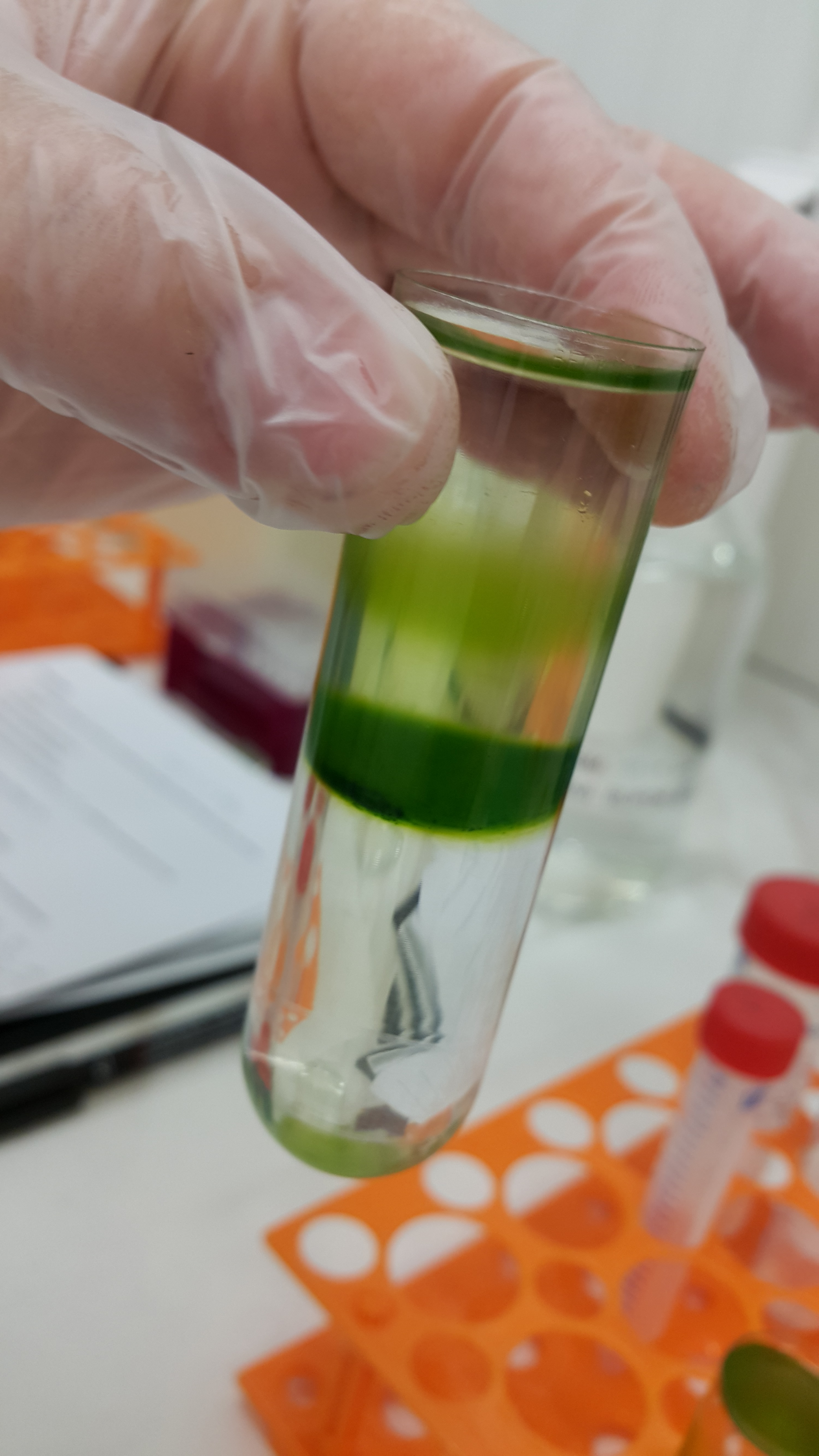
Fractions d'organites de cellules végétales séparées par ultracentrifugation en gradient de densité de saccharose.

Une fois les cellules brisées, la suspension peut être séparée en ses principaux composants en utilisant une des deux procédures d'ultracentrifugation suivantes.

### Ultracentrifugation différentielle
L'ultracentrifugation différentielle consiste en une série d'ultracentrifugations à des vitesses croissantes qui séparent les composants en fonction de leur vitesse de sédimentation. Les particules les plus lourdes et les plus denses se déposent au fond du tube, formant le culot, à un rythme dépendant de leur taille et de leur densité. Le surnageant est ensuite recueilli et soumis à une ultracentrifugation supplémentaire, cette fois à une vitesse plus élevée. Le processus peut être répété plusieurs fois en fonction du type de cellule et des structures à isoler.

### Ultracentrifugation en gradient de densité
L'ultracentrifugation en gradient de densité est basée sur la sédimentation des composants cellulaires dans un gradient de densité, composé de solutions de densités différentes (saccharose, ficoll, etc.). Le tube est mis en rotation pendant une période assez longue pour permettre à chaque élément de migrer vers le liquide où il trouve une position d'équilibre par égalité des densités. Par conséquent, dans ce processus, seule la densité détermine la séparation et non la taille et la forme des particules. Après ultracentrifugation, les fractions peuvent être collectées individuellement pour une analyse complémentaire et la détermination de l'efficacité de séparation.
L'ultracentrifugation en gradient de densité peut être subdivisée en deux types principaux : la séparation zonale et la séparation isopicyclique. La principale différence entre les deux est que, en séparation isopicyclique, un gradient de densité élevée est utilisé et les cellules ne sont séparées que par des différences de densité. En séparation zonale, un gradient de densité plus faible est utilisé et les cellules sont principalement séparées par des différences de taille.